# Henckovce
Henckovce (in ungherese Henckó, in tedesco Hentzendorf) è un comune della Slovacchia facente parte del distretto di Rožňava, nella regione di Košice.